# Elisabeth Grunenberg
Elisabeth Grunenberg (* 28. November 1954) ist eine deutsche Politikerin (SPD) aus Bremerhaven, die von Oktober 2002 bis Mai 2003 Mitglied der Bremischen Bürgerschaft (MdBB) war.

## Biographie
Im März 2002 wurde Grunenberg als Beisitzerin in den Landesvorstand der SPD Bremen gewählt. Die ausgebildete Krankenschwester rückte am 15. Oktober 2002 für den in den Deutschen Bundestag gewählten Uwe Beckmeyer in die 15. Bremische Bürgerschaft nach. Sie plante, sich gegen die Privatisierung von Krankenhäusern sowie für deren Beschäftigte und Patienten einzusetzen und galt als Gegnerin der als Senat Scherf II amtierenden Großen Koalition. Grunenberg wurde im November 2002 zum Mitglied der staatlichen Deputation für Inneres sowie für Soziales, Jugend und Senioren gewählt, außerdem zum stellvertretenden Mitglied des staatlichen Rechnungsprüfungsausschusses und des Ausschusses für die Gleichberechtigung der Frau. Zudem gehörte sie als stellvertretendes Mitglied dem nichtständigen Parlamentsausschuss zur Aufnahme der Kinderrechte in die Landesverfassung an. Mit dem Ende der Legislaturperiode im Mai 2003 schied Grunenberg aus der Bürgerschaft aus.